# 天主教洛斯安赫萊斯教區
天主教洛斯安赫萊斯教區（拉丁語：Dioecesis Sanctae Mariae Angelorum）是智利一個羅馬天主教教區，屬康塞普西翁總教區。
教區成立於1959年6月20日，位於比奧比奧省（兩市除外）。2010年有教友238,000人（佔轄區總人口66.9%）、廿四個堂區、四十七名司鐸。現任教區主教為費利佩·巴卡雷薩·羅德里格斯。